# Vuturana
Vuturana é um monte na cidade paulista de Santana do Parnaíba. Lá encontrou Afonso Sardinha em 1597 ouro de aluvião, uma das primeiras descobertas do metal no Brasil. Atualmente é uma área de preservação dentro da bacia do Alto-Tietê.